# Alice's Restaurant (film)
Alice's Restaurant è un film del 1969 diretto da Arthur Penn. L'opera è stata ispirata dall'omonima canzone autobiografica di Arlo Guthrie, figlio del cantante Woody Guthrie.
Il film contiene elementi ironici, satirici, lirici e melodrammatici, ma è soprattutto un lucido affresco degli Stati Uniti d'America contemporanei in dissoluzione, alla ricerca di una nuova chiave di lettura del sogno statunitense.

## Trama

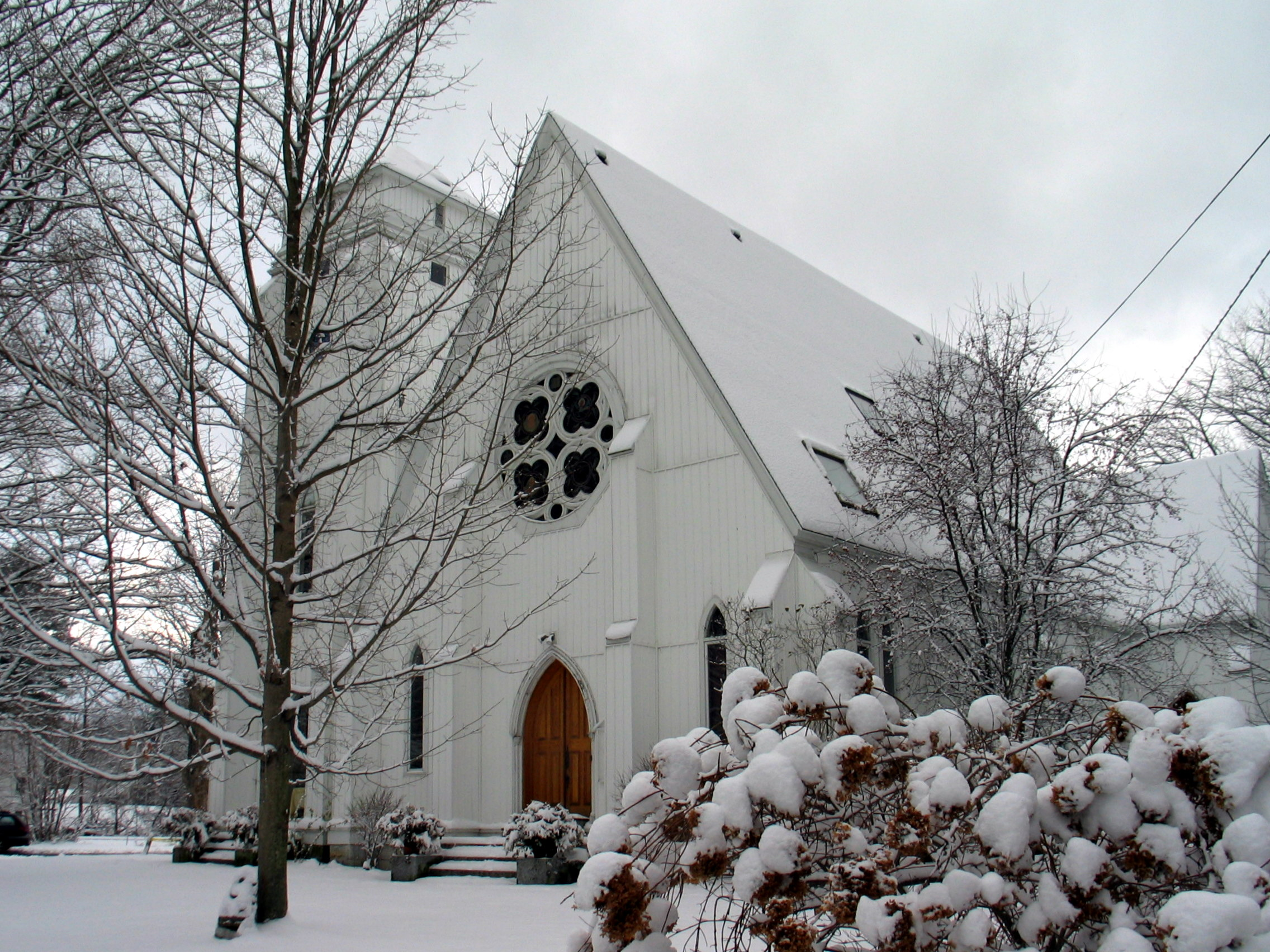
La chiesa che è diventata il Guthrie Center

Arlo, un diciottenne di New York si iscrive al College, per rimandare la chiamata alle armi. Ma in breve tempo, viene espulso per i suoi comportamenti trasgressivi. Conosce una coppia di giovani, Ray e Alice, che gestisce un ristorante, allo scopo di finanziare un gruppo vicino agli hippie, che ha fondato una comunità in una chiesa sconsacrata. Ma la chiamata alle armi incombe sulla vita di Arlo che saluta la compagnia e, al suo rientro, scopre che la comunità si è sciolta e ognuno è andato per la propria strada.

## Produzione
Il film fu prodotto dalla Elkins Entertainment e dalla Florin.

## Distribuzione
Distribuito dalla United Artists, il film uscì nelle sale cinematografiche USA il 20 agosto 1969.